# Maria Kozłowa
Maria Kozłowa (ur. 5 sierpnia 1910 w Machowie, zm. 22 kwietnia 1999 w Tarnobrzegu)  – polska twórczyni ludowa, propagatorka folkloru lasowiackiego, poetka. W 1979 roku otrzymała nagrodę im. Oskara Kolberga.

## Życiorys
Urodziła się 5 sierpnia 1910 roku w Machowie (obecnie część Tarnobrzega).  W 1923 roku zorganizowała w Machowie amatorski teatr. Potem w Machowie prowadziła kabaret wykorzystujący w swoich występach treści pochodzące z kultury lasowiackiej. Kształciła się w prywatnym kolegium nauczycielskim. Po jego ukończeniu prowadziła świetlice i bibliotekę; organizowała kursy i prelekcje różnego rodzaju. W 1949 roku założyła Zespół Pieśni i Tańca Lasowiak. Po powstaniu odkrywkowej kopalni siarki w Machowie (w ramach Tarnobrzeskiego Zagłębia Siarkowego) jej dom został sprzedany na licytacji. Przeprowadziła się do Baranowa Sandomierskiego, w którym zaczęła spisywać przekazy dotyczące kultury lasowiackiej. W 1976 roku w mieście założyła Zespół Obrzędowy Lasowiaczki. Prowadziła również zespół pieśni i tańca w szkole w Tarnobrzegu. Brała udział w wielu wystawach dotyczących sztuki ludowej i sama tworzyła na nie eksponaty (m.in. wycinanki lasowiackie i tkaniny z haftami związanymi z folklorem lasowiackim). W 1980 roku przeprowadziła się z Baranowa Sandomierskiego do Tarnobrzega. Zorganizowała tam Zespół Pieśni i Tańca Lasowiacy. Zmarła 22 kwietnia 1999 w Tarnobrzegu.
Należała do Stowarzyszenia Twórców Ludowych. W 1979 roku otrzymała nagrodę im. Oskara Kolberga. Otrzymała również medal im. Franciszka Kotuli.
Przekazy Marii Kozłowej występują w książce Franciszka Kotuli Znaki przeszłości. Odchodzące ślady zatrzymać w pamięci. Kozłowa uczestniczyła w wielu audycjach radiowych, w których opowiadała o zwyczajach lasowiackich. Wystąpiła w filmie Ludzie z martwych pól opowiadającym o machowskich przesiedleńcach. Przygotowała przedstawienie Czary, mary i uroki, które zostało zekranizowane przez Franciszka Trzeciaka. Jej twórczość poetycka została zebrana w dwóch tomikach poezji - Całuje cię ziemio (opublikowany pośmiertnie) oraz Lament Machowski.
Jest jedną z popularyzatorek motywu serca lasowiackiego.

## Życie prywatne
Maria Kozłowa jest córką Wiktorii z Sawarskich i Wojciecha Wiącka - publicysty, polityka ruchu ludowego, wójta Machowa i senatora. Kozłowa w 1940 roku wyszła za mąż. Jej córką jest Dorota Kozioł - poetka i propagatorka kultury regionu tarnobrzeskiego.